# Василенко, Иван Андреевич (Герой Социалистического Труда)
Иван Андреевич Василенко (8 августа 1927, Куцеволовка, Кременчугский округ — 1 июня 1992, Днепропетровск) — советский передовик производства, сталевар Днепропетровского завода металлургического оборудования Министерства тяжёлого, энергетического и транспортного машиностроения СССР. Герой Социалистического Труда (1971). Депутат Верховного Совета Украинской ССР 9-го созыва.

## Биография
Родился 8 августа 1927 года в крестьянской семье в селе Куцеволовка.
С 1938 года семья И. А. Василенко переехала на постоянное место жительства в город Днепропетровск Украинской ССР, где его отец устроился работать на Днепропетровском заводе. В 1940 году И. А. Василенко окончил шести классов средней школы.
С 1941 по 1943 годы в период Великой Отечественной войны И. А. Василенко проживал в своём родном селе Куцеволовка на оккупированной территории гитлеровскими войсками. С 1943 по 1944 годы после освобождения территории села от немецко-фашистских войск И. А. Василенко начал свою трудовую деятельность обычным колхозником в колхозе села Куцеволовка. С 1944 года был призван в ряды Красной армии, служил механиком-водителем танка Т-34 на Дальневосточном рубеже страны.
с 1951 года после демобилизации из рядов Советской армии, жил в городе Днепропетровске Украинской ССР, начал работать учеником машиниста электромостового крана, позже стал — машинистом завалочной машины на мартеноских печах и помощником сталевара на Днепропетровском заводе металлургического оборудования. Для получения среднего образования, без отрыва от производства закончил Днепропетровское фабрично-заводское училище. С 1962 года был назначен сталеваром Днепропетровского металлургического завода, постоянно выполнял и перевыполнял производственные задания.
3 сентября 1964 года Указом Президиума Верховного Совета СССР «за выдающиеся заслуги в труде» Иван Андреевич Василенко был награждён Орденом Ленина.
5 апреля 1971 года Указом Президиума Верховного Совета СССР «за особые заслуги в выполнении заданий пятилетнего плана» Иван Андреевич Василенко был удостоен звания Героя Социалистического Труда с вручением Ордена Ленина и золотой медали «Серп и Молот».
С 1962 по 1977 годы работал сталеваром, с 1977 по 1986 годы работал — мастером механической группы форсуносталелитейного цеха Днепропетровского завода металлургического оборудования.
Помимо основной деятельности занимался и общественно-политической работой: был делегатом XXIV съезда КПСС, с 1975 по 1980 годы избирался депутатом Верховного Совета Украинской ССР, трёх созывов Днепропетровского областного совета, с 1971 по 1978 годы был членом бюро Днепропетровского ГК КПСС.
С 1986 года вышел на заслуженный отдых.
Проживал в городе Днепропетровске. скончался 1 июня 1992 года, похоронен на кладбище поселка Дивеевка.

## Награды
- Медаль «Серп и Молот» (5.04.1971)
- Орден Ленина (3.09.1964, 5.04.1971)